# 訥普拉代亞鄉

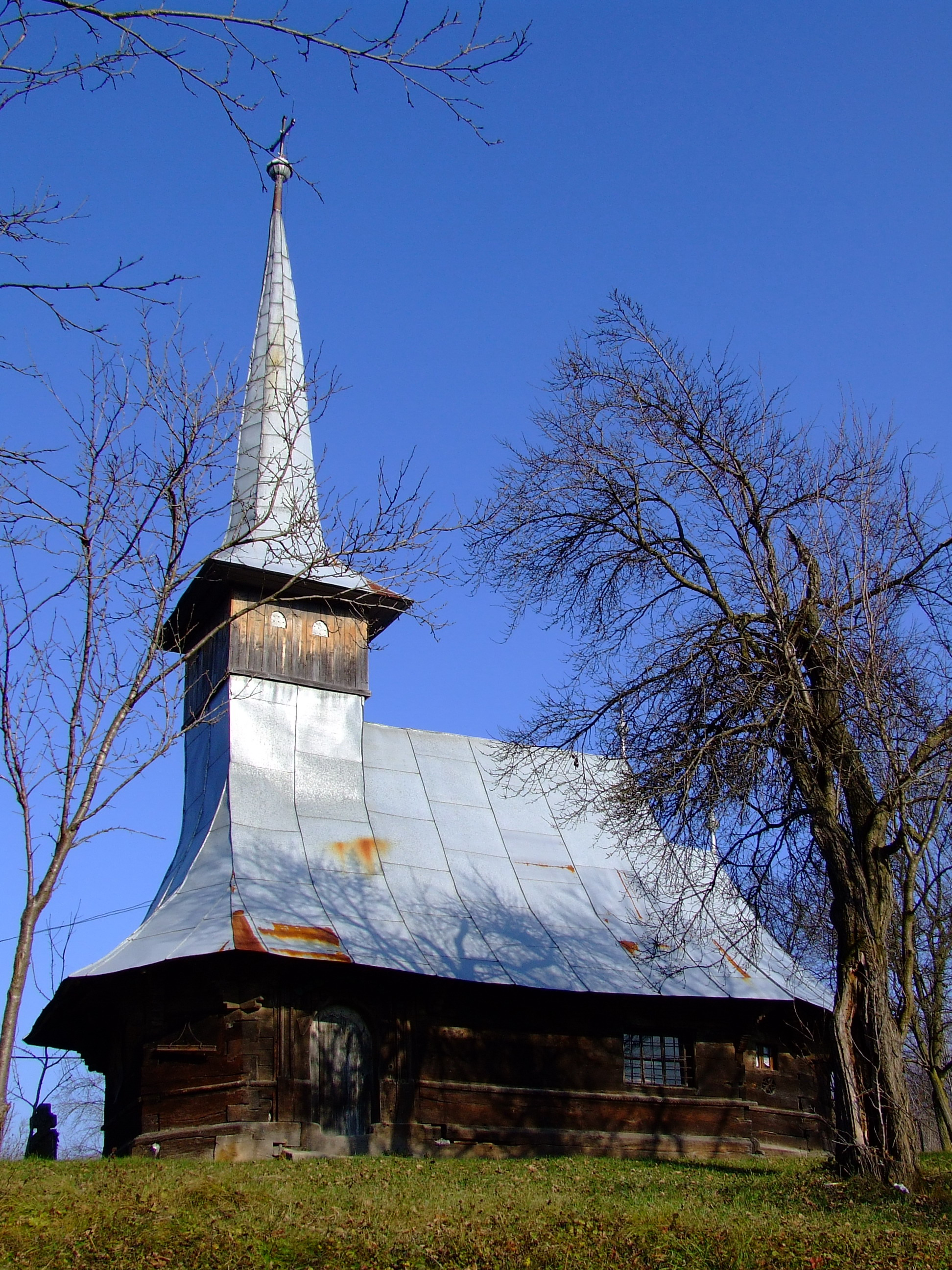

47°22′N 23°19′E / 47.367°N 23.317°E
訥普拉代亞鄉（羅馬尼亞語：Comuna Năpradea, Sălaj），是羅馬尼亞的鄉份，位於該國西北部，由瑟拉日縣負責管轄，面積33平方公里，海拔高度247米，2007年人口2,934，人口密度每平方公里88人。